# Sarrat
Sarrat ist eine Stadtgemeinde in der philippinischen Provinz Ilocos Norte.
In Sarrat wurde der spätere philippinische Präsident Ferdinand Marcos geboren. Neben einem Museum über den ehemaligen Präsidenten befinden sich auch ein Gotteshaus der Unabhängigen Philippinischen Kirche sowie eine römisch-katholische Kirche im Ort.
Sarrat ist in die folgenden 24 Baranggays aufgeteilt:
| - San Agustin - San Andres - San Antonio - San Bernabe - San Cristobal - San Felipe - San Francisco - San Isidro - San Joaquin - San Jose - San Juan - San Leandro | - San Lorenzo - San Manuel - San Marcos - San Nicolas - San Pedro - San Roque - San Vicente - Santa Barbara - Santa Magdalena - Santa Rosa - Santo Santiago - Santo Tomas |

## Persönlichkeiten
- Ferdinand Marcos, ehemaliger philippinischer Präsident.